# Талаховская ТЭС
Талаховская ТЭС — газотурбинная тепловая электростанция, расположенная в г. Советск Калининградской области России. Одна из самых новых тепловых электростанций России (введена в эксплуатацию в 2017 году). Собственник станции — ООО «Калининградская генерация» (дочернее общество АО «Роснефтегаз» с миноритарной долей ПАО «Интер РАО»), станция эксплуатируется АО «Интер РАО-Электрогенерация», которому она передана в аренду.

## Конструкция станции
Талаховская ТЭС представляют собой тепловую газотурбинную электростанцию, вырабатывающую только электроэнергию. Установленная мощность электростанции — 161,1 МВт. Основное и резервное топливо — природный газ (подаваемый по магистральному газопроводу Минск-Вильнюс-Каунас-Калининград), аварийное — дизельное топливо.
Основное оборудование включает в себя два энергоблока мощностью 80 МВт и 81,1 МВт. Каждый энергоблок включает в себя газовую турбину 6F.03 производства ООО «Русские Газовые Турбины» (г. Рыбинск) и турбогенератор с воздушным охлаждением ТФ-90Г-2У3 производства НПО «ЭЛСИБ» (г. Новосибирск).
Выдача электроэнергии в энергосистему производится с открытого распределительного устройства (ОРУ) напряжением 110 кВ по следующим линиям электропередачи:
- ВЛ 110 кВ Талаховская ТЭС — ПС Советск-330, 3 цепи;
- ВЛ 110 кВ Талаховская ТЭС — ПС Черняховск, с отпайками;
- ВЛ 110 кВ Талаховская ТЭС — ПС Лесная (О-26);
- ВЛ 110 кВ Талаховская ТЭС — ПС Знаменск с отпайками (О-3).

## Экономическое значение
Талаховская ТЭС построена в рамках комплекса мер по обеспечению энергобезопасности Калининградской области, который реализуется по поручению президента России и в соответствии с распоряжениями правительства РФ. Предпосылками для создания автономной энергосистемы в Калининградской области является решение Литвы и прочих стран Балтии о выходе из энергокольца БРЭЛЛ с последующей синхронизацией их энергосистем с энергосистемой ЕС, что может повлечь за собой изоляцию Калининградской энергосистемы от Единой энергетической системы России, а также необходимость повышения устойчивости Калининградской энергосистемы в случае аварийного отключения одного или обеих блоков Калининградской ТЭЦ-2.
В рамках программы по обеспечению энергобезопасности Калининградской области запланировано строительство четырёх тепловых электростанций: газотурбинных Маяковской ТЭС и Талаховской ТЭС (введены в эксплуатацию в 2017—2018 годах), парогазовой Прегольской ТЭС (введена в эксплуатацию в 2018—2019 годах) и угольной Приморской ТЭС (планируется к вводу в эксплуатацию в 2020 году). Талаховская ТЭС используется как высокоманевренная пиковая станция, предназначенная для покрытия суточной неравномерноси потребления в энергосистеме, а также для парирования аварийных ситуаций. Окупаемость проекта обеспечивается за счет специальной надбавки, введённой для потребителей потребителей первой ценовой зоны оптового рынка электроэнергии России.

## История строительства
Строительство Талаховской ТЭС было инициировано в 2015 году постановлением Правительства РФ от 20 октября 2015 года № 1116 и распоряжением Правительства РФ от 20 октября 2015 года № 2098-р. В качестве инвестора строительства выступило АО «Роснефтегаз», заказчиком — ООО «Калининградская генерация», общее управление строительством осуществлялось ООО «Интер РАО — Инжиниринг». Проектирование станции было начато в 2015 году АО «Зарубежэнергопроект». В конце 2015 года были заключены договоры на поставку турбин и генераторов. В мае 2016 года был заключён договор генерального подряда на строительство станции с ЗАО «Интертехэлектро».
Строительные работы на площадке Талаховской ТЭС были начаты в июле 2016 года и велись быстрыми темпами. В октябре 2016 года было начато сооружение главного корпуса, в ноябре того же года на стройплощадку была доставлена первая газовая турбина, в декабре 2016 года обе газовые турбины были смонтированы на фундаменты, велся монтаж металлоконструкций каркаса главного корпуса, административно-бытового и объединенного вспомогательного корпусов, сооружение фундаментов под силовые трансформаторы.
В декабре 2017 года были завершены комплексные испытания первого энергоблока Талаховской ТЭС, станция начала вырабатывать электроэнергию, в январе 2018 года были проведены испытания второго энергоблока. Торжественная церемония ввода в эксплуатацию Талаховской ТЭС с участием президента России Владимира Путина состоялась 2 марта 2018 года. Общая стоимость строительства Талаховской ТЭС и однотипной Маяковской ТЭС составила 25 млрд рублей.
По предложению учеников одной из гимназий Советска, электростанция была названа в честь Героя Советского Союза Константина Яковлевича Талаха, погибшего 20 октября 1944 года вблизи г. Тильзит (ныне Советск), при форсировании реки Неман.